# Avenue Louis-Léopold Vander Swaelmen
L'avenue Louis-Léopold Vander Swaelmen est une rue bruxelloise de la commune de Woluwe-Saint-Pierre en Parc de Woluwe.
Sa longueur est d'environ 470 mètres.

## Historique
Cette rue reçut un nom vers la fin de XXe siècle, ainsi que toutes les allées du parc de Woluwe.[réf. souhaitée]
Louis-Léopold Van der Swaelmen fut un architecte paysagiste belge et inspecteur des Parcs et Jardins de l'État de Belgique.